# Guy Berryman
Guy Rupert Berryman (Kirkcaldy, Escocia, 12 de abril de 1978) es un músico, compositor, empresario y diseñador escocés. Es conocido por ser el bajista de la banda de rock británica Coldplay y del supergrupo electrónico Apparatjik.
Criado en Kirkcaldy, comenzó a tocar el bajo a temprana edad, inspirándose en James Brown, The Funk Brothers y Kool & the Gang. Estudió en el Kent College en Canterbury, posteriormente ingresó a ingeniería mecánica en la University College de Londres, pero abandonó la carrera. Berryman se unió a Coldplay en 1997 como el tercer miembro junto a Chris Martin, Jonny Buckland y Will Champion. Sus proyectos más allá de la música incluyen la revista The Road Rat y la marca de moda Applied Art Forms, con sede en Ámsterdam. La canción «My Cherie Amour» (1969) de Stevie Wonder marcó su vida y despertó en él la decisión de convertirse en bajista. 
Junto a Jonny Buckland, grabó varias maquetas musicales y formó parte del grupo Big Fat Noises. Tras la llegada de Champion en 1998, la banda se completó para tomar su actual nombre. La banda firmó con Parlophone en 1999 y alcanzó fama mundial tras el lanzamiento del álbum Parachutes (2000) y grabaciones posteriores. Ha ganado siete premios Grammy y nueve premios Brit. Con más de 100 millones de álbumes vendidos en todo el mundo, son el grupo más exitoso del siglo XXI. Durante la promoción de X&Y (2005), atravesó un período difícil debido a discusiones y problemas personales. Berryman ha contribuido al proceso creativo del grupo, iniciando el tema «Magic», sencillo principal de Ghost Stories (2014). En 2008, debutó con Apparatjik tras el lanzamiento de «Ferreting». Con quien lanzó varios proyectos, incluidos We Are Here (2010) y Square Peg in a Round Hole (2012).
En 2020, cofundó la empresa de alimentos vegetales Bodyhero. En 2022, donó parte de su archivo personal a Marrkt para la ONG Save the Children. En 2023, Applied Art Forms pasó a ser una marca unisex y lanzó una colección de joyas con Hannah Martin. Además participó en los álbumes de Magne Furuholmen Past Perfect Future Tense (2004) y A Dot of Black in the Blue of Your Bliss (2008). Es conocido por su interés en la fotografía, habiendo documentado a su banda en el Twisted Logic Tour (2005-07) y colaborado en Foot of the Mountain de a-ha (2009). También fundó el dúo de producción The Darktones y trabajó en álbumes de The Pierces, James Levy y Hudson Hank. En el Music of the Spheres World Tour (2022-25), organizó un diario fotográfico para NME. Es el único integrante de Coldplay que tiene una cuenta personal en redes sociales.

## Biografía

### Primeros años

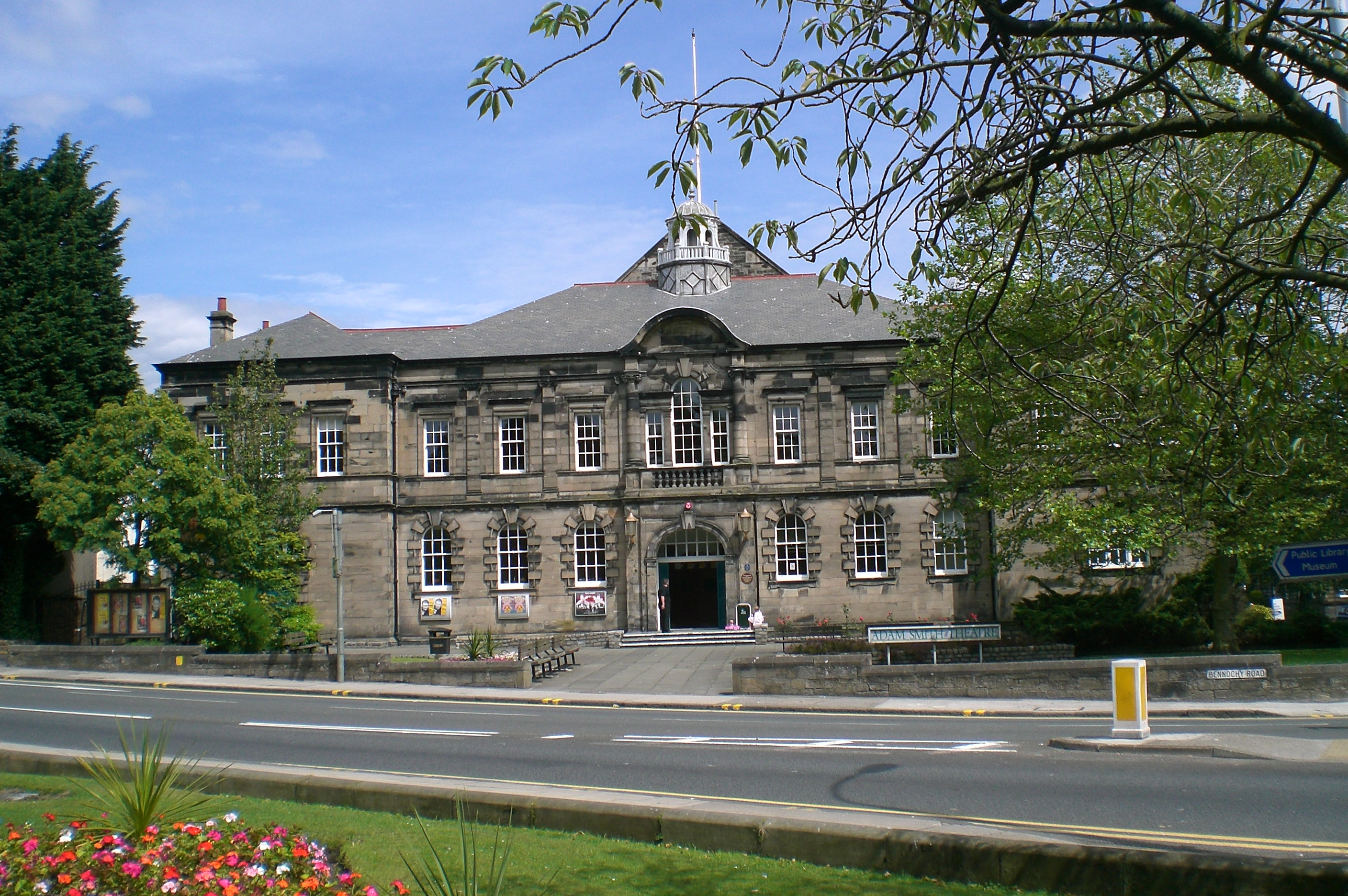
Kirkcaldy, Escocia, lugar de nacimiento de Berryman.

Guy Rupert Berryman nació el 12 de abril de 1978 en Kirkcaldy, Fife, Escocia. Es el hijo menor del ingeniero Rupert Berryman y su esposa Elizabeth, cuya familia eran comerciantes y propietarios de fábricas en la región. Criado cerca del área de Beveridge Park, mencionó que tuvo una infancia con un «enorme sentido de libertad», ya que salía con amigos y «simplemente hacía lo que quería desde muy joven», lo que incluía explorar el concejo de Fife y los bosques cercanos. En esa misma etapa desarrolló una pasión por los relojes, revisaba los de su padre, aunque «los cajones estaban destinados a estar fuera de su alcance».
Escuchar «My Cherie Amour» (1969) de Stevie Wonder marcó su vida y lo llevó a decidir ser bajista: «Recuerdo que tenía quizá seis años cuando tuve esa experiencia. Obviamente, había escuchado su música de fondo en casa y cosas así, pero ese fue el primer momento en el que conecté con la música a nivel personal y desde entonces me convertí en un fan del soul y motown». Con su padre involucrado en la construcción del Eurotúnel como gerente de proyecto, la familia Berryman se mudó a Kent cuando él tenía alrededor de doce años, el mismo período en el que comenzó a tocar el bajo. En la Academia de Edimburgo tocó la batería y la trompeta. Las clases le hicieron darse cuenta de que era «un zurdo que toca como diestro» y más tarde fundó un grupo llamado Time Out. Continuó su educación en el Kent College, en Canterbury. Luego se matriculó en ingeniería mecánica en la University College de Londres, donde conoció a Chris Martin, Jonny Buckland y Will Champion.

## Carrera

### Coldplay

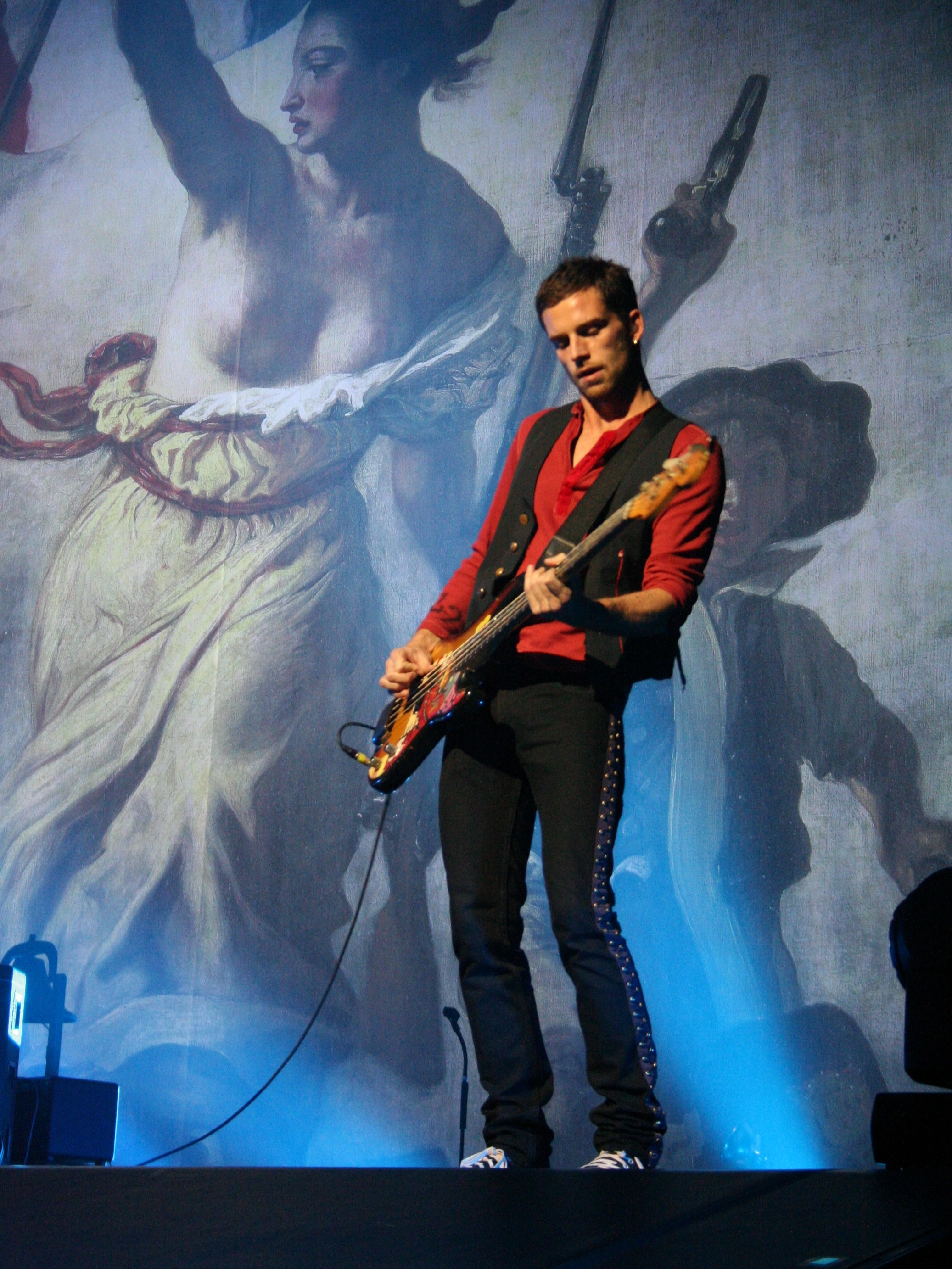
Berryman tocando el bajo durante la Gira Viva la Vida en septiembre de 2008.

Berryman fue el tercer miembro en unirse a la banda en 1997. Su amigo de la universidad Kris Foof lo describió como «un joven tranquilo que había sido asignado en el «Bloque de París», la residencia de habitaciones menos poblada de Ramsay Hall en la University College de Londres. El resto de la banda habían sido colocados en el «Bloque de Nueva York», pero no Guy, él era el extraño que todos conocían, gracias a su arsenal de instrumentos musicales». Martin afirmó haber tenido una impresión equivocada de Berryman cuando se conocieron: «No es tan intimidante como parece [...] Todos piensan que es malhumorado; reservado sería una mejor descripción». Junto con Buckland, grabaron una serie de demos sin tener baterista y, en noviembre de ese año, el trío se llamó Big Fat Noises. Champion completó la formación en 1998.  Abandonó más tarde su carrera original y se inscribió en un programa de arquitectura de siete años en The Bartlett, el cual también dejó para centrarse en tocar el bajo. Llegó a trabajar como camarero para pagar el alquiler.
Durante el documental Coldplay: A Head Full of Dreams (2018), el bajista mencionó que la campaña promocional de X&Y (2005) fue un período muy turbulento, ya que tenían discusiones, especialmente entre él y Martin: «Probablemente era mucho más testarudo en ese entonces, lo cual era un gran dolor de cabeza para todos, no sé si estaba tratando de alejarme o si no me sentía cómodo, pero definitivamente tenía un problema con la bebida». Durante una entrevista para The Howard Stern Show sobre su proceso creativo, la banda explicó que mientras Buckland suele ser más optimista a la hora de desaprobar o dar su opinión sobre las ideas iniciales de Martin, Berryman tiende a ser más crítico y concluye que si no le gusta una determinada canción, «no tiene sentido volver a tocarla». Por el contrario, ha sido responsable de iniciar temas como «Magic», que fue lanzado como el sencillo principal de su sexto álbum, Ghost Stories, en 2014.

### Apparatjik

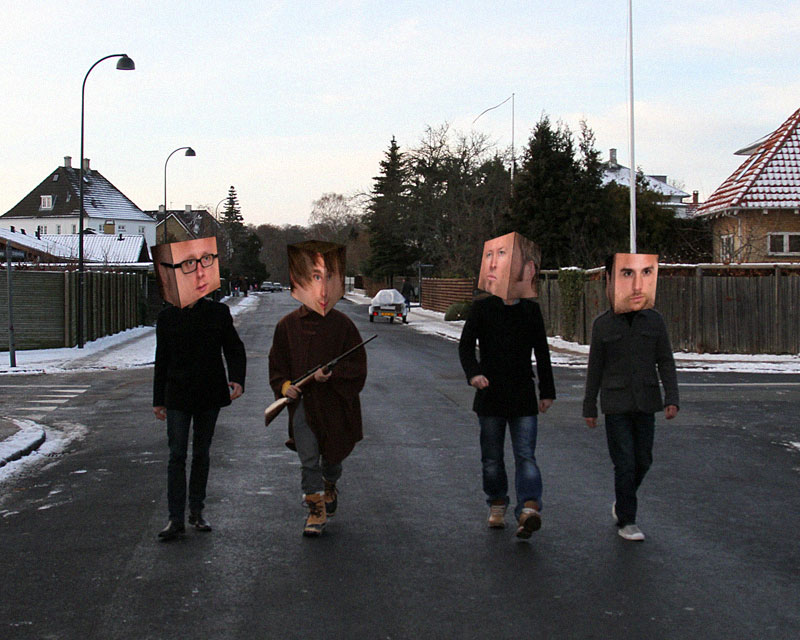
Berryman (a la derecha) como parte del supergurpo Apparatjik.

Berryman formó un supergrupo llamado Apparatjik con Magne Furuholmen (de a-ha), Jonas Bjerre (de Mew) y Martin Terefe en 2008. El sencillo debut «Ferreting» acompañó la serie Amazon de BBC Two como tema musical y formó parte del álbum Songs for Survival. Donaron las ganancias a la organización para los derechos de los pueblos indígenas y tribales, Survival International. Dos años después, la banda lanzó We Are Here (2010) para descarga digital en su sitio web oficial y se presentó en el Festival CTM. En 2011, tocaron en la Nueva Galería Nacional de Berlín, aparecieron en el Steirischer Herbst Festival, luego lanzaron Apparatjik World, una aplicación para iPad en la que los fanes los ayudaron a producir canciones. Tras varias versiones del proyecto, el grupo lanzó su segundo álbum de estudio titulado Square Peg in a Round Hole (2012). En 2020, el grupo publicó una canción llamada «Julia» en su canal de YouTube. Sin embargo, no ha participado con el resto de la banda desde 2011, por lo que no está claro si participó en su creación.

### Empresas y negocios
En 2019, fundó la revista trimestral The Road Rat junto con dos amigos y especialistas en automóviles. Rinden homenaje a los autos clásicos y evitan incluir noticias recientes para mantener su carácter «atemporal». Supervisa el proyecto desde su garaje y trabaja como director creativo. Al año siguiente, lanzó Applied Art Forms, una marca de moda inspirada en ropa utilitaria, de trabajo y militar, que incluía a los diseñadores Helmut Lang, Katharine Hamnett y Martin Margiela. Tiene su sede en Ámsterdam y se encarga del estilo y de la dirección creativa, compartiendo el primer cargo con Marcel Verheijen. Su enfoque está en la longevidad, haciendo actualizaciones ocasionales en lugar de seguir el calendario estacional tradicional.
El bajista también mencionó que llevaba consigo una máquina de coser mientras estaba de gira con Coldplay para realizar diseños. En 2020, ayudó a lanzar una empresa emergente de alimentos proteicos de origen vegetal llamada Bodyhero. En 2022 donó parte de su archivo personal a Marrkt, y las ganancias se destinaron a Save the Children. En 2023, Applied Art Forms cambió su presentación de ropa masculina a unisex, vendió auriculares inalámbricos exclusivos en asociación con Master & Dynamic, y colaboró con Hannah Martin para lanzar su primera colección de joyas, inspirado en la estética industrial y punk.

### Otros proyectos
Berryman apareció como invitado en el álbum debut de Magne Furuholmen, Past Perfect Future Tense (2004), junto con Champion. También tocó el bajo en su siguiente álbum, A Dot of Black in the Blue of Your Bliss (2008). En 2007, escribió «Guy Romance Theme» y coescribió «Bass Theme» para la banda sonora de The Longest Night in Shanghai. Su pasatiempo más notable a lo largo de los años ha sido la fotografía, que incluía tomar fotos de sus compañeros de banda con cámaras desechables en el Twisted Logic Tour (2005-07) y arrojárselas a los asistentes. Luego proporcionó imágenes para el folleto del noveno álbum de a-ha, Foot of the Mountain (2009). Acompañado por Rik Simpson, fundaron un dúo de producción llamado The Darktones y asistió a los álbumes Love You More (2010) y You&I (2011) de The Pierces. También tocó instrumentos variados en el último disco. Igualmente produjo Pray to Be Free (2012), de James Levy & the Blood Red Rose, y DayBreak (2013), de Hudson Hank. Durante el Music of the Spheres World Tour (2022-25), organizó un diario fotográfico para NME y tomó fotografías para el libro oficial de la gira de conciertos.

## Arte

### Estilo musical

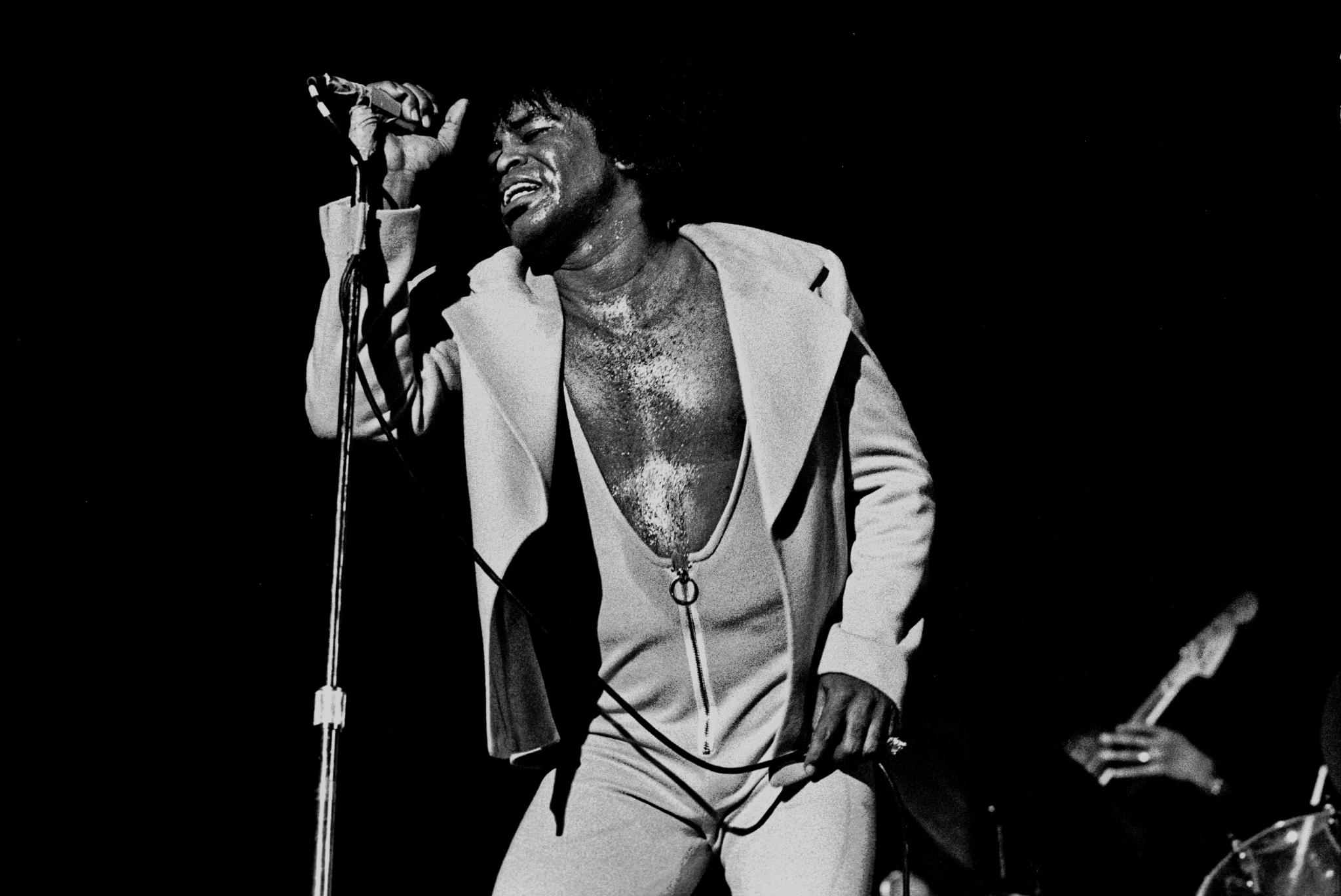
James Brown es uno de los artistas que más han servido de inspiración para Berryman.

Con un estilo descrito como «elegante» y «tranquilo», Berryman utiliza varios modelos de Fender Precision Bass, como Squier, Mustang, Jazz y Jaguar. Utilizó este último durante las sesiones de grabación de Viva la Vida or Death and All His Friends (2008). Mencionó que el primer bajo «adecuado» utilizado después de unirse a Coldplay fue un Rickenbacker 4001, que se puede ver en el video musical de «Shiver».
En 2003, su equipo incluía dos amplificadores Ampeg SVT, dos gabinetes de 15", un gabinete de 8"x10" y un pedal Tone Bender para distorsión. En 2012, se informó que compró un equipo de bajos Hiwatt hecho a su medida. Los artesanos en el Reino Unido construyeron a mano el cabezal del amplificador de 200 vatios y lo emparejaron con un gabinete de 4x12, equipado con bocinas Fane. Cuando se le preguntó sobre su gusto musical, afirmó que «no podría vivir sin The Beatles o Motown». También citó a James Brown, Marvin Gaye, Kool & the Gang y The Funk Brothers entre sus principales influencias.

## Vida personal

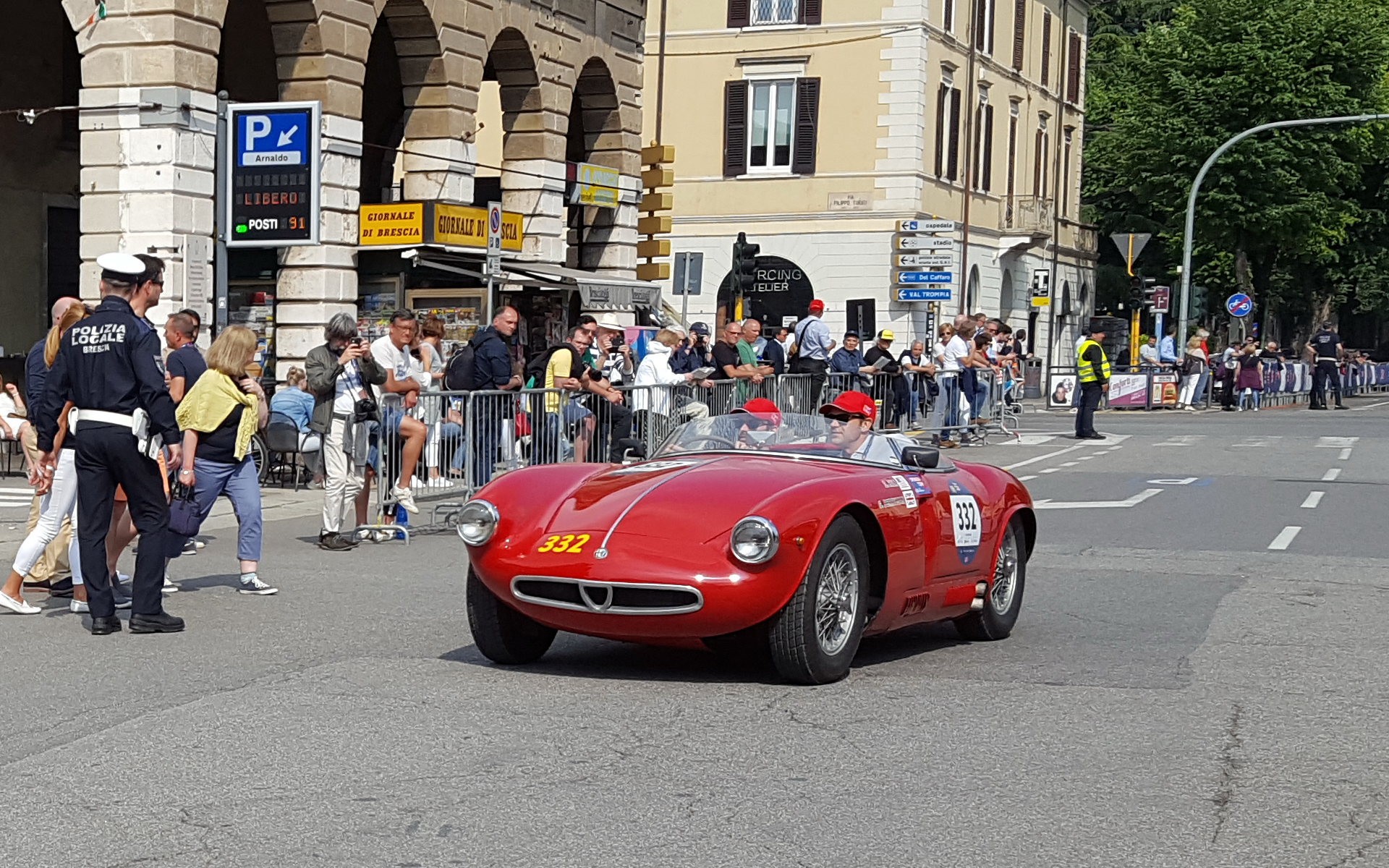
Berryman, junto al piloto Derek Hill, conduciendo un Alfa Romeo 1900 Sport Spider de 1954 durante la Mille Miglia, 2018.

Según The Times, Berryman tiene una riqueza estimada de 113 millones de libras esterlinas a mayo de 2022. Es un conocido partidario del club de fútbol escocés Raith Rovers, y también le interesan la fotografía, la moda y los aparatos eléctricos.
Antes de restaurar automóviles, tomó lecciones de vuelo y quiso renovar un Spitfire y un Tiger Moth, pero perdió el interés. También es coleccionista de sintetizadores, cámaras fotográficas y relojes: «Soy un perfeccionista, así que tengo que contenerme [...] Al menos con los autos tienes que tener espacio para guardarlos todos. Pero puedes meter muchos relojes en un cajón». A  su vez, fundó Dawghaus, un catálogo en línea enfocado en seleccionar «lo mejor en diseño» y promover creaciones bien establecidas junto con aquellas que él cree que merecen más atención. Es el único miembro de Coldplay con una cuenta personal en redes sociales.

### Relaciones
Después de seis años de noviazgo, se casó con la diseñadora de interiores Joanna Briston en 2004. Solicitaron el divorcio tres años después, pero continuaron criando a su hija, Nico. Posteriormente se trasladó a los Montes Cotswold y construyó un taller para reparar los coches antiguos de su colección. En 2014, se comprometió con la modelo holandesa Keshia Gerrits, y para 2024 se mudaron a Ámsterdam, Países Bajos. La pareja tiene dos hijos: Lucien y Bea.

## Discografía
| - Parachutes (2000) - A Rush of Blood to the Head (2002) - X&Y (2005) - Viva la Vida or Death and All His Friends (2008) - Mylo Xyloto (2011) - Ghost Stories (2014) - A Head Full of Dreams (2015) - Everyday Life (2019) - Music of the Spheres (2021) - Moon Music (2024) | - We Are Here (2010) - Square Peg in a Round Hole (2012) |